# 大树镇 (达州市)
大树镇，是中华人民共和国四川省达州市达川区下辖的一个乡镇级行政单位。2019年12月，撤销黄庭乡，将其所属行政区域划归大树镇管辖。

## 行政区划
大树镇下辖以下地区：
街道社区、文昌村、大兴村、宝山村、长冲村、光辉村、三燕村、建军村、五四村、明星村、九龙村、华阳村、新天村、五岭村、竹林村、碑垭村和草新村。